# Henri Boncquet

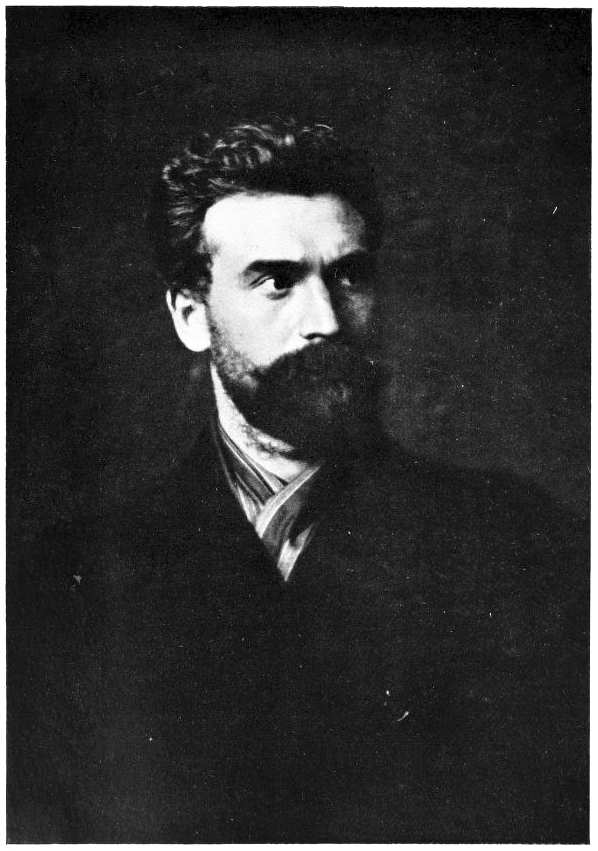
Henri Boncquet (1868–1908)

Henri Boncquet (* 7. April 1868 in Ardooie, Provinz Westflandern; † 10. April 1908 in Ixelles/Elsene) war ein belgischer Bildhauer.

## Leben und Werdegang

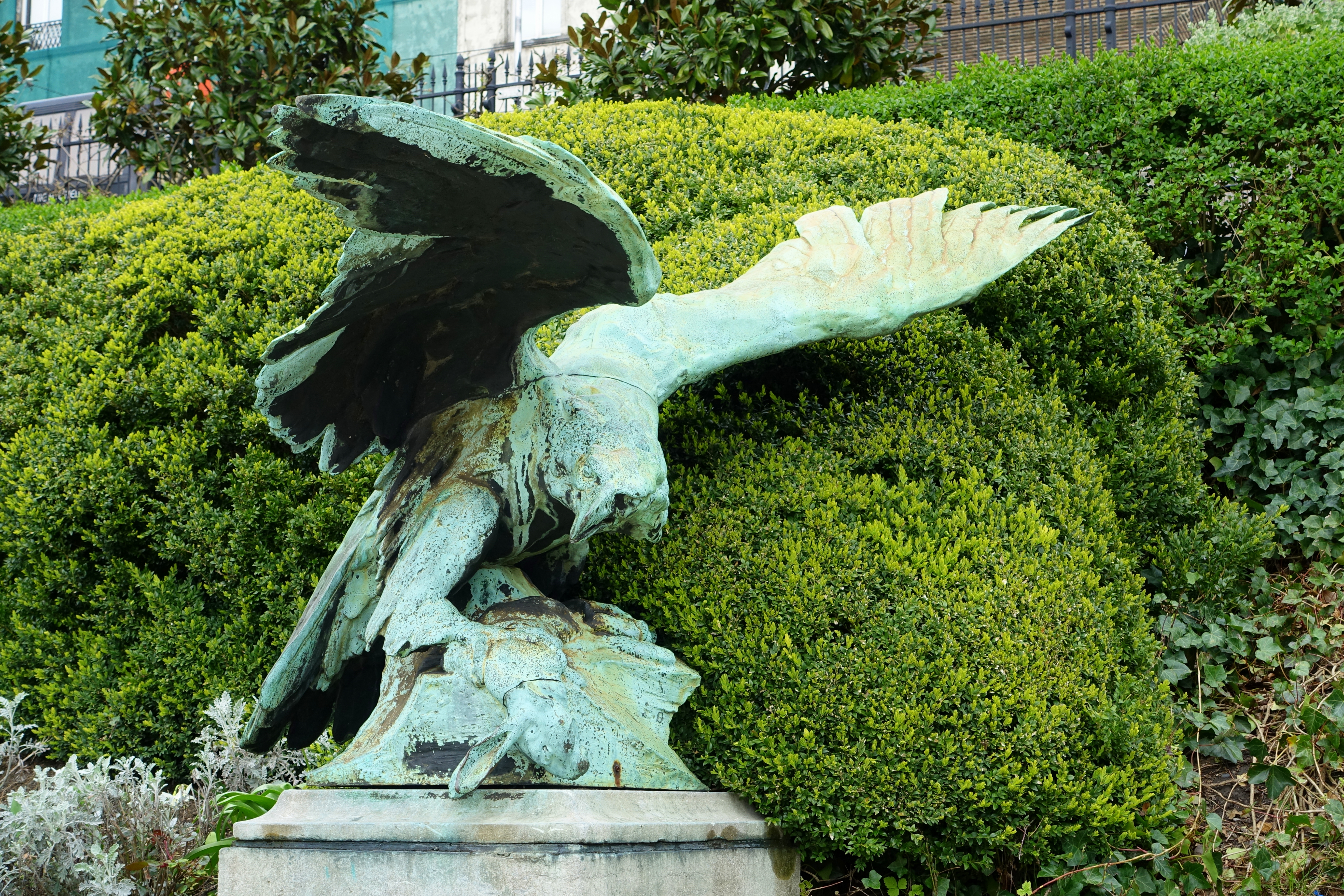
Adler im Botanischen Garten, Brüssel (2016)

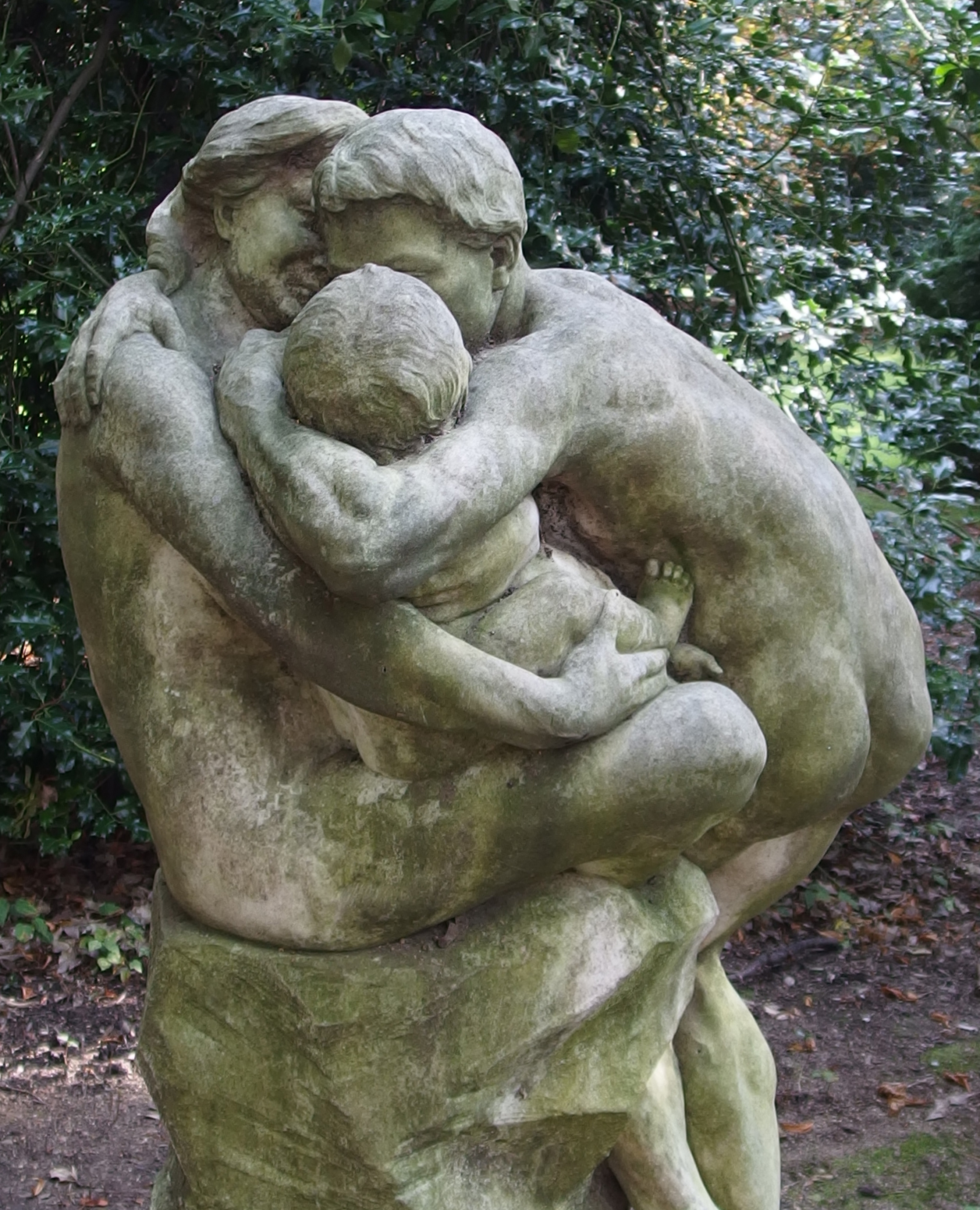
Familie mit Kind im Malkastenpark, Düsseldorf (2015)

Henri Boncquet wurde 1868 in eine vielköpfige Familie hineingeboren und verwaiste schon im Alter von sieben Jahren.
In unmittelbarer Nähe seines Geburtsorts begann seine Ausbildung in Roeselare im Atelier des Bildhauers Karel Dupon (1853–1907). Dieser war der ältere Bruder des späteren Bildhauers und Medailleurs Josuë Dupon (1864–1935). Im Anschluss, von 1880 bis 1881, war Henri Boncquet an der dortigen Akademie der Künste, der SASK, eingeschrieben, wechselte dann für einige Jahre an die Akademie der bildenden Künste nach Brüssel. Im Jahre 1894 erhielt er seinen ersten offiziellen Auftrag: den Adler aus Bronze im „Botanischen Garten“ am Schaarbeeker Tor in Brüssel.
Im Februar 1897 bewarb Boncquet sich mit „Thor combattant les serpents“ (Thors Kampf mit der Midgardschlangen) für den belgischen Rompreis an der Akademie der bildenden Künste in Antwerpen, gewann den ersten Preis und ging 1898 nach Rom. Von da aus weitere Studienreisen mit 1899 Aufenthalt in Nürnberg. Zurück aus Rom, zog er Brüssel in den Ortsteil Ixelles. In Brüssel, arbeitete er figürlich am Rathaus von Saint-Gilles, am Triumphbogen im Parc du Cinquantenaire und an drei Statuen in den Parks von Ixelles so wie an Bildern im Botanischen Garten. 1903 wurde seine Steinskulptur „Familie mit Kind“ im Malkastenpark in Düsseldorf aufgestellt.
Henri Boncquet verstarb relativ jung, mit 40 Jahren, an Magenkrebs.

## Werke (Auswahl)
- L’Aigle/Arend (Adler), Saint-Josse-ten-Noode, Jardin Botanique/Kruidtuin (Botanischer Garten) (1894)
- Solitaire, Musées royaux des Beaux-Arts de Belgique (1894)
- Indolence, Musées royaux des Beaux-Arts de Belgique (1900)
- Le Destin/Het Lot, Ixelles/Elsene, Square Léon Jacquet/Leon Jacquetsquare (1901)
- La Famille (Familie mit Kind, Marmor), Malkastenpark, Düsseldorf (1903)[9]
- Sollicitude Maternelle, Brüssel, Quartier Nord-Est, Square de Meeûs (1903)
- L’Industrie, Hôtel de Ville de Saint-Gilles (1905)
- L’Industrie, Musées royaux des Beaux-Arts de Belgique (1909)